# Réserve naturelle de Rostov
La réserve naturelle de Rostov (en russe : Ростовский заповедник ) (également Rostovsky ) est une réserve naturelle stricte («zapovednik») russe qui protège une variété de zones humides sensibles de steppes du sud de l’Europe, le plus grand troupeau de chevaux sauvages d’Europe (Mustangs du Don) et un habitat pour les oiseaux dans les zones humides. Les zones protégées sont divisées en cinq sections qui couvrent les eaux du lac Manych-Gudilo, des îles de ce lac, des steppes et des terres riveraines environnantes. La réserve est située dans le district d’Orlovsky, dans l’oblast de Rostov, environ 100 km au nord-est de Rostov-sur-le-Don. Il fait partie d'un site de zones humides Ramsar d'importance internationale,. 

## Topographie
La réserve naturelle de Rostov est située au sud de la plaine d'Europe orientale, dans la vallée de la rivière Manych. L'élement géologique dominant de la réserve est le lac Manych-Gudilo, un réservoir d'eau salée entouré de steppes sèches et de paysages semi-désertiques. Le lac est long et étroit et occupe une partie de la dépression de Manych entre la mer d'Azov et la mer Caspienne ; cette longue dépression est le vestige de ce qui était autrefois une liaison maritime entre la mer Noire et la mer Caspienne. 
La réserve comprend quatre secteurs distincts: 
- Le secteur insulaire (4 591 ha). Water Island et Burnt Island, dans la partie nord du lac, plus des terres côtières voisines. L'élévation maximale est de 93 mètres. Ce secteur est situé de l'autre côté du lac depuis la réserve naturelle de Chyornye Zemli[2].
- Le Secteur Starikovskii (2 115 ha). Deuxième terrasse au-dessus de la plaine d'inondation de Manych. Terrain vallonné avec de profonds ravins; la hauteur maximale est de 153 mètres.
- Le Secteur Krasnopartizanskaya (1 768 ha). Au sud-est dans le district de Remontnensky.
- Le Secteur Tsagaan-Haq (990 ha). Un marais salé inondé au printemps.

## Climat et écorégion
La réserve de Rostov est située au milieu de l'écorégion de steppe pontique, une région de prairies tempérées, de savanes et d'arbustes au nord de la mer Noire et de la mer Caspienne, entre la rivière Dneiper et les montagnes de l'Oural. 
Le climat de Rostov est climat continental humide et été chaud ( classification climatique de Köppen (Dfa) ). Ce climat est caractérisé par de fortes variations de température, tant diurnes que saisonnières, avec des étés chauds et des hivers froids, et au moins un mois en moyenne au-dessus de 22 °C,. Les étés sur la réserve de Rostov sont chauds, avec des températures atteignant 40 °C. Les précipitations moyennes varient de 250 mm à 500 mm selon l'endroit.

## Faune et flore
La région immédiate de la réserve est constituée de steppes de fétuque. Dans cette région, il y a de l'herbe de blé et des parcelles de bluegrass. Les zones où les sols sont plus salins abritent des communautés vastes et complexes d'halophytes (plantes tolérantes au sel). Le secteur de Tsagaan-Haq, en particulier, comprend de vastes marais salés . 
La réserve est connue comme une zone protégée centrale du plus grand troupeau de chevaux sauvages d'Europe. Les oiseaux sont les animaux les plus nombreux par espèce dans la réserve. Les résidents comprennent l'outarde, la petite sterne, le cormoran pygmée, le pélican rose et dalmatien, la spatule blanche, la mouette rieuse, le hibou et les flamants roses. La réserve a enregistré plus de 200 espèces d'oiseaux, dont environ 120 nichent dans la région, et 63 espèces ont été observées ici au cours de leurs migrations.  

## Écotourisme
L'écotourisme est soutenu par la réserve, avec deux sentiers de nature ouverts au public. Un sentier, "Les énigmes de la vallée de Manycheskoy", est un chemin de 2 km de randonnée sur un itinéraire circulaire le long des rives du lac. Il possède une tour d'observation pour observer les chevaux, un belvédère de pique-nique et un quai pour les excursions en bateau vers l'une des îles de la réserve. L'autre sentier, "Azure Flower", parcourt des champs de tulipes et d'iris et présente de grands troupeaux de grues et de goélands. Des circuits sont organisés d’avril à octobre sur ces itinéraires et sont conçus pour les visiteurs de tous âges. Il est également possible de demander des visites guidées de certains des plus petits lacs salés, utilisés autrefois pour la production de sel commercial et pour les boues médicinales de leurs vasières. La réserve exploite également un centre d'accueil avec des installations touristiques et un musée de la nature. 
En tant que réserve naturelle intégrale, la réserve de Rostov est principalement fermée au grand public. Les scientifiques et les personnes ayant une "éducation environnementale" peuvent prendre des dispositions avec la direction du parc pour des visites en dehors des sentiers écologiques balisés. 